# Kanmeraia
Kanmeraia es un género de foraminífero bentónico normalmente considerado un subgénero de Pseudofusulinella, es decir, Pseudofusulinella (Kanmeraia) de la subfamilia Fusulinellinae, de la familia Fusulinidae, de la superfamilia Fusulinoidea, del suborden Fusulinina y del orden Fusulinida. Su especie tipo es Neofusulinella occidentalis. Su rango cronoestratigráfico abarca desde el Missouriense (Carbonífero superior) hasta el Wolfcampiense (Pérmico inferior).

## Discusión
Clasificaciones más recientes incluyen Kanmeraia en la subclase Fusulinana de la clase Fusulinata. Otras clasificaciones lo incluyen en la subfamilia Pulchrellinae.

## Clasificación
Kanmeraia incluye a las siguientes especies:
- Kanmeraia ardmorensis †, también considerado como Pseudofusulinella (Kanmeraia) ardmorensis †
- Kanmeraia confusa †, también considerado como Pseudofusulinella (Kanmeraia) confusa †
- Kanmeraia delicata †, también considerado como Pseudofusulinella (Kanmeraia) delicata †
  - Kanmeraia delicata minuscula †, también considerado como Pseudofusulinella (Kanmeraia) delicata minuscula †
- Kanmeraia hatchetensis †, también considerado como Pseudofusulinella (Kanmeraia) hatchetensis †
- Kanmeraia indigena †, también considerado como Pseudofusulinella (Kanmeraia) indigena †
- Kanmeraia inflata †, también considerado como Pseudofusulinella (Kanmeraia) inflata †
- Kanmeraia japonica †, también considerado como Pseudofusulinella (Kanmeraia) japonica †
- Kanmeraia kottlowskii †, también considerado como Pseudofusulinella (Kanmeraia) kottlowskii †
- Kanmeraia ozawai †, también considerado como Pseudofusulinella (Kanmeraia) ozawai †
- Kanmeraia sibina †, también considerado como Pseudofusulinella (Kanmeraia) sibina †
- Kanmeraia solovievae †, también considerado como Pseudofusulinella (Kanmeraia) solovievae †
- Kanmeraia stricta †, también considerado como Pseudofusulinella (Kanmeraia) stricta †
- Kanmeraia stshugorensis †, también considerado como Pseudofusulinella (Kanmeraia) stshugorensis †
- Kanmeraia wedekindellinaeformis †, también considerado como Pseudofusulinella (Kanmeraia) wedekindellinaeformis †